# سرمایش

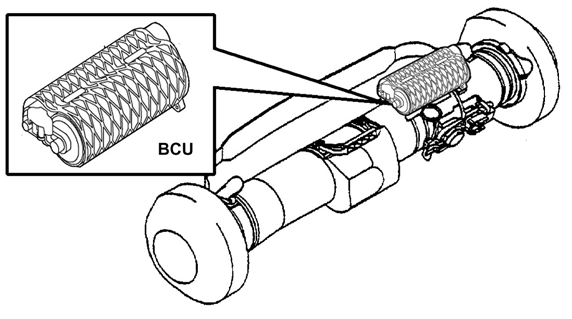
واحد خنک کننده باتری

به فرایند کاهش دادن دما، سرمایش یا برودت می‌گویند. سامانه‌ها و دستگاه‌های گوناگونی وجود دارد مانند یخچال‌ها، سرماسازها، سردکن‌ها، یخزن‌ها، یخسازها، خنک‌کن‌ها و جز اینها که به وسیلهٔ آنها فرایند سرمایش انجام می‌گیرد.
سرد کردن یا ایجاد سرما واژه نادرستی می‌باشد چراکه معیاری برای سنجش آن وجود ندارد و سرما وجود خارجی ندارد در حقیقت اگر از جسمی گرما گرفته شود به اصلاح ان جسم سرد تر شده است اما ممکن است همین جسم سرد در مقابل جسمی سردتر با عنوان جسم گرم خوانده شود.
سرمایش  ممکن است به یکی از موارد زیر اشاره داشته باشد:
- سرماشناسی
- رسانش گرمایی
- سلول خورشیدی
- سرمایش لیزری